# Archie Gemmill
Archibald "Archie" Gemmill (24 de març de 1947) és un antic futbolista escocès de la dècada de 1970 i entrenador.
Fou internacional amb la selecció d'Escòcia amb la qual participà en la Copa del Món de futbol de 1978. Pel que fa a clubs, defensà els colors de St Mirren, Preston North End FC, Derby County FC, Nottingham Forest FC i Birmingham City FC, entre d'altres.

## Palmarès
Jugador
Derby County
- First Division: 1971-72, 1974-75
- FA Charity Shield: 1975

Nottingham Forest
- First Division: 1977-78
- Football League Cup: 1977-78, 1978-79
- FA Charity Shield: 1978
- Copa d'Europa de futbol: 1978-79

Entrenador
Rotherham United
- Football League Trophy: 1995-96